# 朴殷哲
朴殷哲（1981年1月18日—），韩国摔跤运动员。他曾获得2008年夏季奥林匹克运动会男子古典式摔跤55公斤级铜牌。除此之外，他还曾两次闯入世界摔跤锦标赛决赛，但都没能获得金牌。